# 不可思议的妈妈
《不可思议的妈妈》是一檔由乐颂传播有限公司為腾讯视频定制的真人秀综艺， 第一季由何洁、叶一茜、郑希怡、蒋丽莎四对母子参加录制 ，第二季由蔡少芬、胡可、周明艺等家庭录制。
第一季於2017年9月24日首播，每周日晚間八點播出。第二季于2018年6月14日首播，每周日晚间八点播出。 

## 家庭嘉宾
| 姓名   | 职业       | 亲子关系 | 小朋友姓名    |
| 何洁   | 歌手       | 母子     | 七宝          |
| 叶一茜 | 歌手       | 母子     | 田宸羽        |
| 郑希怡 | 歌手       | 母女     | 梁浸浸        |
| 蒋丽莎 | 模特       | 母女     | 陈若嫣        |
| 蔡少芬 | 演员       | 母女     | 张信儿 张楚儿 |
| 胡可   | 演员       | 母子     | 沙俊良 小鱼儿 |
| 王潇   | 作家       | 母女     | 叶倚闻        |
| 周明艺 | 服装设计师 | 母子     | 周嘉诚        |

## 節目列表
| 期数 | 播出日期       | 明星嘉宾 | 标题                   |
| 1    | 2017年9月24日  | 何洁     | 出发吧！不可思议的妈妈 |
| 2    | 2017年10月1日  | 郑希怡   | 妈妈回到三岁           |
| 3    | 2017年10月8日  | 蔡少芬   | 孩子们的小秘密         |
| 4    | 2017年10月15日 | 胡可     | 不可思议的T台秀        |
| 5    | 2017年10月22日 | 叶一茜   | 宝贝们的大朋友·上篇    |
| 6    | 2017年10月29日 | 蒋丽莎   | 宝贝们的大朋友·下篇    |
| 7    | 2017年11月5日  | 王潇     | 别人家的孩子           |
| 8    | 2017年11月12日 | 周明艺   | 都市历险记             |
| 9    | 2017年11月19日 |          | 妈妈的少女时代·上篇    |
| 10   | 2017年11月26日 |          | 妈妈的少女时代·下篇    |
| 11   | 2017年12月3日  |          | 孩子的选择             |
| 12   | 2017年12月10日 |          | 最后的礼物             |
| 13   | 2017年12月17日 |          | 粉丝特辑               |